# Морье
Мо́рье — деревня в Рахьинском городском поселении Всеволожского района Ленинградской области.

## История
Деревня упоминается в Писцовой книге Водской пятины 1500 года как «деревня Морья на реце на Морье у Ладожского озера» в Спасском Городенском погосте.
Первое картографическое упоминание деревни — селение Moria, происходит на первой из дошедших до наших дней, подробных карт Карельского перешейка — «Карте Карелии, составленной после взятия Кексгольма Понтусом де ла Гарди» в 1580 году.
Затем, более века спустя, в 1705 году — деревня появляется на «Географическом чертеже Ижорской земли» Адриана Шонбека под именем Мурияньеми (Мурьинский мыс фин.).
Мыза Морье изначально являлась вотчиной тайного советника Алексея Васильевича Макарова (1674/75—1740) — президента Камер-коллегии и бывшего кабинет-секретаря Петра I, от которого она была получена в награду за заслуги. В 1740 году она перешла по наследству его сыну, офицеру Копорского полка, Петру Алексеевичу Макарову (1718—1759).
После смерти П. А. Макарова, дослужившегося в Копорском полку до звания подполковника мыза Морье перешла во владение его вдовы — «подполковницы вдовы Марфы Захариевой дочери Макаровой», урождённой Мишуковой, дочери адмирала Захара Даниловича Мишукова (14.03.1684-01.12.1762).
В деревне Морье с 1 по 6 июля 1762 года жил император Иоанн Антонович с приставом, генерал-майором Савиным, на пути из Шлиссельбурга в Кексгольм по случаю бури на Ладожском озере.
В 1770 году деревня упоминается на карте Санкт-Петербургской губернии Я. Ф. Шмидта, под именем Мариселка.
В 1773 году Марфа Захаровна Макарова, которую в некоторых краеведческих публикациях называют «Марфой Сахаровой», продала мызу Морье Ивану Юрьевичу Фридриксу.
В 1779 году, после смерти И. Ю. Фридрикса,  мызу Морье унаследовал его сын Пётр с матерью Региной-Луизой.
В 1792 году на карте окрестностей Петербурга А. М. Вильбрехта мыза упоминается под именем Марисельская, а на карте Санкт-Петербургской губернии прапорщика Н. Соколова как «Мыза Марисельская ныне Оринка».
У писателя Н. Озерецковского деревня Морье упоминается, как деревня Морья:

Река Морья состоит в даче г. баронессы Фридрихсовой. Дача её начинается от вышепомянутого носа Сосновца и простирается по берегу близ 30 вёрст. На сём пространстве считается только пять тоней, где набережные жители ловят рыбу неводами. Впрочем дно озера усыпано крупным булыжником, по причине которого нигде нельзя закидывать неводов, кроме упомянутых пяти тоней. Тони сии г. баронесса отдаёт в оброк своим крестьянам, живущим в трёх деревнях, а именно: 1) в деревне Морье, лежащей близ устья реки Морьи, на правом её берегу; 2) в деревне Вагановой, которая находится между упомянутыми носами Сосновцом и Осиновцом, верстах в трёх от озера; 3) в деревне Ириновке, до которой от Морьи по прямой дороге, проведённой оттуда даже до Охты, считается 13 вёрст… 

На правом берегу реки Морьи, неподалёку от устья, во-первых лежит вышепомянутая деревня Морья, состоящая из девяти дворов, которой жители не столько кормятся хлебопашеством, сколько рыболовными и лесными промыслами, а хлеба, то есть ячменя и ржи, сеют они очень мало за неимением способных для пашни земель, ибо отвсюду окружены топкими болотами, камнем и тёмным лесом; хлебопашество же для того больше имеют, чтоб не пропадал понапрасну на дворах их навоз. Скотоводство у них нарочито хорошо, и при достатке молока, масла, рыбы и мяса все жители сей деревни весьма гостеприимны, ласковы и учтивы.
Неподалёку за сею деревнею, вверх по реке Морье, также на правом берегу, стоит деревянный домик г. баронессы, которая приезжает туда летом на короткое время. От оного домика проведена через лес прямая и широкая дорога даже до Охты, до которой по ней не более 45 вёрст выходит. Кто желает видеть Ладожское озеро, тот из С.-Петербурга скоро может доехать до деревни Морьи по короткой и ровной оной дороге.
За упомянутым домиком, чрез небольшое поле, на том же берегу реки Морьи, лежит стеклянный завод, принадлежащий с.-петербургскому купцу Никифору Ерофееву, который платит г. баронессе за место, что под стеклянным заводом, и за восемьсот сажен трёхполенных дров по пятисот рублей в год.	

На карте 1810 года обозначена деревня Морья и при ней стеклянный завод.
Затем, в 1812 году, деревня переходит во владение надворного советника Поскочина.
В 1820 году на «Генеральной карте Санкт-Петербургской губернии» она обозначена как Оринка.
А начиная с 1834 года (карта Ф. Ф. Шуберта) вновь обозначается как Морье (Морья).
С 1842 года деревней владеет С. А. Голенищева-Кутузова.
На карте 1844 года рядом с деревней Морья обозначен «Бывший Стеклянный Завод».
С 1851 по 1917 год деревней владели бароны Корфы и их наследники.

МОРЬЕ — деревня принадлежит надворному советнику Сергею Поскочину, жителей по ревизии 54 м. п., 48 ж. п.; в оной фаянсовая фабрика. (1838 год)

На этнографической карте Санкт-Петербургской губернии П. И. Кёппена 1849 года она обозначена как деревня «Morja» с преимущественно русским населением.

МОРЬЕ — деревня г. Корфа, по просёлкам, 29 дворов, 69 душ м. п. (1856 год)

МОРЬЯ — деревня владельческая при Ладожском озере; 33 двора, жителей 87 м. п., 86 ж. п.; Часовня. (1862 год)

В 1865 году временнообязанные крестьяне деревни Морье выкупили свои земельные наделы у Л. Ф. Корфа.

МОРЬЯ — деревня бывшая владельческая Рябовской волости при озере Ладожском и реке Морье, дворов — 38, жителей — 196; Две часовни, две лавки. (1885 год).

Согласно подворной переписи 1882 года в деревне проживала 41 семья, число жителей: 105 м. п., 98 ж. п., разряд крестьян — собственники, а также пришлого населения 4 семьи, в них: 11 м. п., 16 ж. п..

МОРЬЕ — деревня, на земле Морьинского сельского общества при р. Морье, на устье, при впадении её в Ладожское озеро, один конец деревни на берегу Ладожского озера; 49 дворов, 139 м. п.,146 ж. п., всего 285 чел., смежны с фарфоровым заводом Федора Емельянова, находящимся на его собственной земле, кроме завода имеются: православная часовня, 3 мелочные лавки, винная лавка.

ФАРФОРОВЫЙ ЗАВОД купца Ф. Е. Емельянова — при деревне МОРЬЕ, у Ладожского озера и р. Морье 2 места, 42 м. п., 22 ж. п., всего 64 чел.; кроме завода, мелочная лавка, 2 мастерские.

ВЛАДЕЛЬЧЕСКАЯ УСАДЬБА КОПЫТОВСКОГО — на берегу Ладожского озера 2 дома, 3 м. п., 2 ж. п., всего 5 чел.; смежна с деревней МОРЬЕ. (1896 год)

В 1900 году, согласно «Памятной книжке Санкт-Петербургской губернии», 817 десятин земли при деревне Морье принадлежали купцу Фёдору Емельяновичу Емельянову.
В конце XIX — начале XX века деревня административно относилась к Рябовской волости 2-го стана Шлиссельбургского уезда Санкт-Петербургской губернии.
В 1904—1905 годах по личному распоряжению царя Николая II в деревне была построена большая кирпичная православная церковь по проекту петербургского гражданского архитектора Александра Васильевича Кенеля (1869—1918).
В 1905 году в деревне на фарфоровом заводе купца Ф. Е. Емельянова трудилось 24 рабочих, а самому купцу принадлежало 556 десятин, 1800 квадратных саженей земли при ней. Была в деревне и казённая винная лавка № 597.
В 1906 году церковь была освящена в честь Святого Преподобного Петра Афонского и Святой равноапостольной великой княгини Ольги.
В 1909 году в селе было 54 двора.
В 1914 году в селе работала земская школа (Морьенское училище), учителями в которой были Зоя Григорьевна Васильева и Ольга Михайловна Тополева.

МОРЬЕ — село Морьенского сельсовета, 68 хозяйств, 286 душ.

Из них: все русские. (1926 год)

Село Морье являлось центром Морьенского сельсовета, по данным переписи населения 1926 года в него входили: само село Морье, маяк Осиновец и дачи-хутора Осиновец.

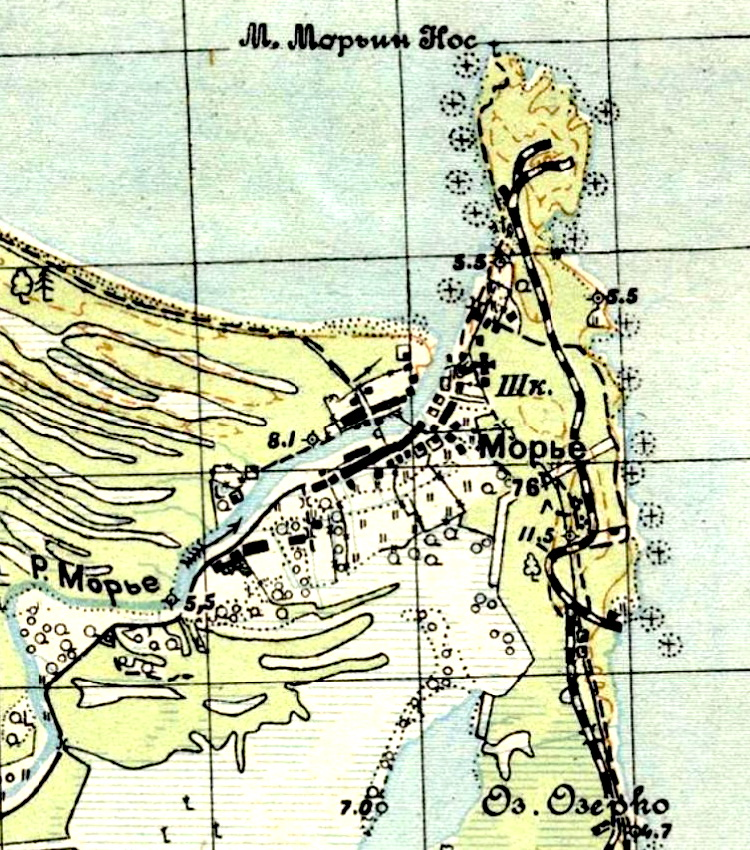
Село Морье на карте 1931 года

Согласно топографической карте РККА 1931 года село насчитывало 76 дворов, в центре села находилась церковь и школа. Со станцией Ладожское Озеро село было связано узкоколейной дорогой.
По административным данным 1933 года Морье также было селом, но относилось уже к Вагановскому сельсовету.
В 1937 году Морье посетил нарком обороны СССР К. Е. Ворошилов. После этого наркомат обороны принял решение разместить здесь воинскую часть с учебным артиллерийским стрельбищем. Петроафонская церковь была закрыта. Начались аресты и расстрелы местных жителей. Всего в 1937—1938 годах были расстреляны 12 жителей деревни Морье, включая священника Петроафонского храма Иннокентия Осиповича Кузьмина.
По данным переписи населения 1939 года Морье уже деревня:

МОРЬЕ — деревня Вагановского сельсовета, 340 чел. (1939 год)

В 1940 году деревня насчитывала 79 дворов, население деревни составляло 340 человек.
В годы Великой Отечественной войны (1941—1945) деревня Морье сыграла значимую роль в приёме судов, в навигацию обеспечивавших снабжение блокированного Ленинграда. Осенью 1941-го и весной 1942 года здесь, как и в ряде бухт южнее, были в экстренном порядке построены пирсы, причалы и склады, а также подведена железная дорога, по которой поступавшие по озеру грузы подвозились к крупной станции Ладожское Озеро, откуда доставлялись в город поездами по Ириновской ветке. В послевоенные годы портовые сооружения перестали эксплуатироваться, а население деревни резко сократилось.
В 1958 году население деревни составляло 58 человек.
По данным 1966, 1973 и 1990 годов деревня Морье также входила в состав Вагановского сельсовета.
В 1997 году в деревне проживали 11 человек, в 2002 году — 30 человек (русских — 94 %), в 2007 году — 7.

## География
Деревня находится на правом берегу одноимённой реки у места её впадения в Ладожское озеро. К северо-востоку находится мыс Морьин Нос.
Морье расположено в восточной части района на автодороге 41К-064 «Дорога жизни» (Санкт-Петербург — Морье).
Расстояние до административного центра поселения (посёлка городского типа Рахья) — 18 км. Расстояние до ближайшей железнодорожной станции Ладожское озеро — 6 км.

## Демография
| 1862 | 2007 | 2010 | 2017 |
| ---- | ---- | ---- | ---- |
| 173  | ↘7   | ↗21  | ↘19  |

Национальный состав
Согласно данным Всероссийской переписи населения 2021 года в деревне проживали 69 человек, из них:
 русские — 43, чуваши — 4, башкиры — 3, татары — 2, другие национальности — 7 человек, остальные национальность не указали.

## Достопримечательности
В деревне сохранилась церковь Петра Афонского и Ольги равноапостольной, построенная в 1904—1906 годах по личному распоряжению Николая II архитектором Александром Васильевичем Кенелем (1869—1918), материал — красный кирпич. Храм был воздвигнут на пожертвования почётного гражданина Петра Ивановича Глазова и его супруги Ольги Александровны в подарок жителям деревни Морье за спасение терпящих бедствие во время кораблекрушений на водах Ладожского озера. Храм был построен в формах русского стиля. Четверик, завершенный мелким пятиглавием, с алтарём и притвором, над которым поставлена шатровая колокольня. Покрыта церковь была оцинкованным железом. В церкви было два придела — святого Петра Афонского и святой княгини Ольги Российской. К церкви были приписаны две деревянные часовни: на Морьенском мысу и на кладбище вблизи церкви. Самостоятельный приход в Петроафонской церкви был открыт 26 ноября 1907 года. Церковь была закрыта в 1938 году, частично разрушена, находится на территории войсковой части, используется как склад.
В 1987 году экспедицией ЛОИА под руководством Александра Сакса открыт археологический памятник эпохи средневековья — селище у деревни Морье.
7 ноября 2019 года в Морье был установлен памятный крест невинноубиенным жителям деревни:
- Священник Кузьмин Иннокентий Осипович (1873—03.12.1937)
- Фёдоров Иван Николаевич (1885—29.08.1937)
- Краузе Григорий Павлович (1901—08.07.1938)
- Моросанов Василий Фёдорович (1899—08.07.1938)
- Лямс Фёдор Иванович (1889—08.07.1938)
- Юнчиков Николай Васильевич (1890—01.11.1938)
- Маросанов Михаил Васильевич (1885—01.11.1938)
- Воропаев Фёдор Алексеевич (1886—01.11.1938)
- Потёмкин Иван Дмитриевич (1897—01.11.1938)
- Фёдоров Егор Николаевич (1892—01.11.1938)
- Краузе Пётр Михайлович (1907—01.11.1938)
- Шувалов Иван Васильевич (1880—01.11.1938)[28].